# Блидерсдорф
Блидерсдорф (нем. Bliedersdorf) — община в Германии, в земле Нижняя Саксония.
Входит в состав района Штаде. Подчиняется управлению Хорнебург. Население составляет 1711 человек (на 31 декабря 2010 года). Занимает площадь 12,42 км².
Коммуна подразделяется на 3 сельских округа.

## Фотографии

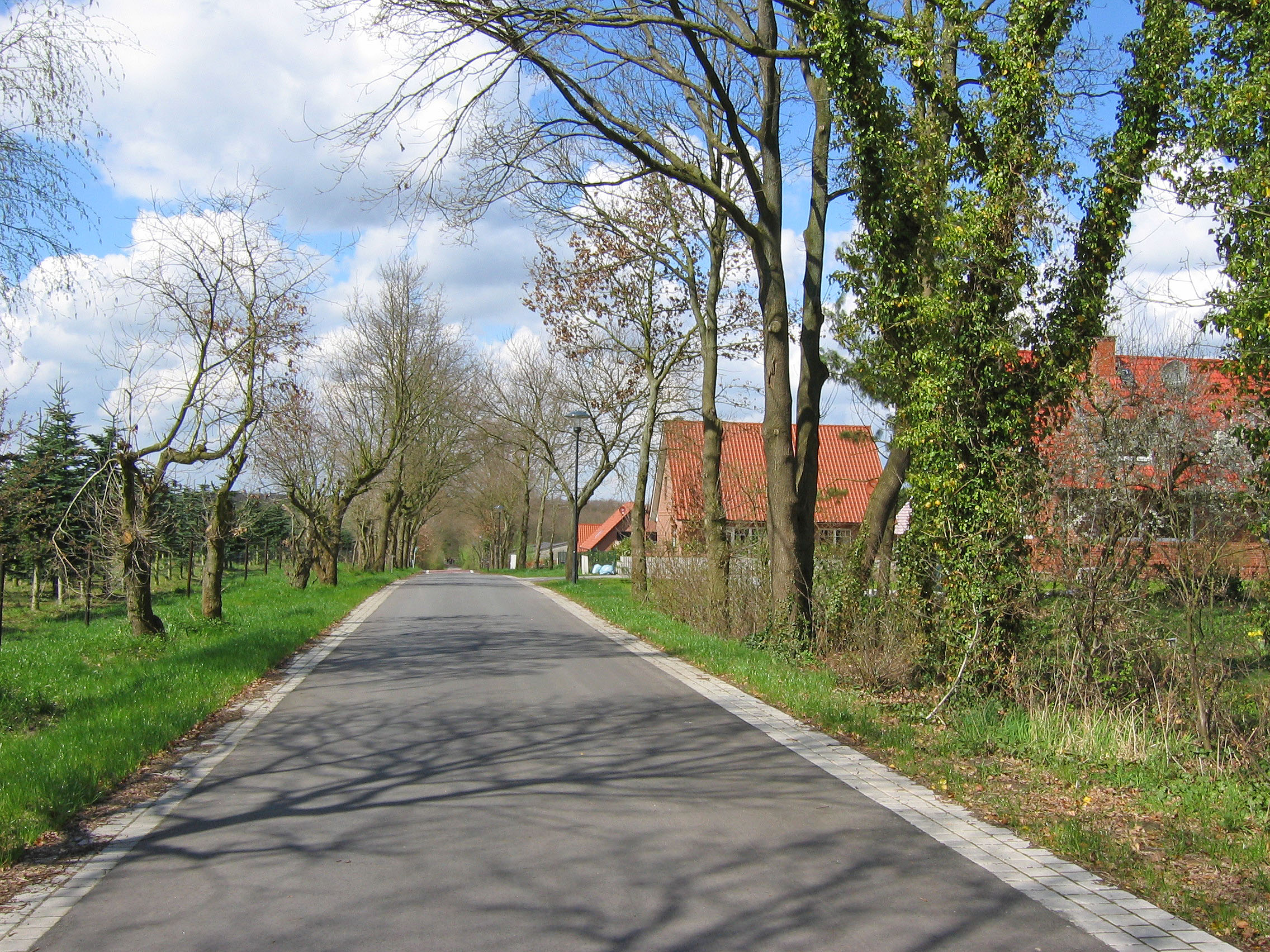
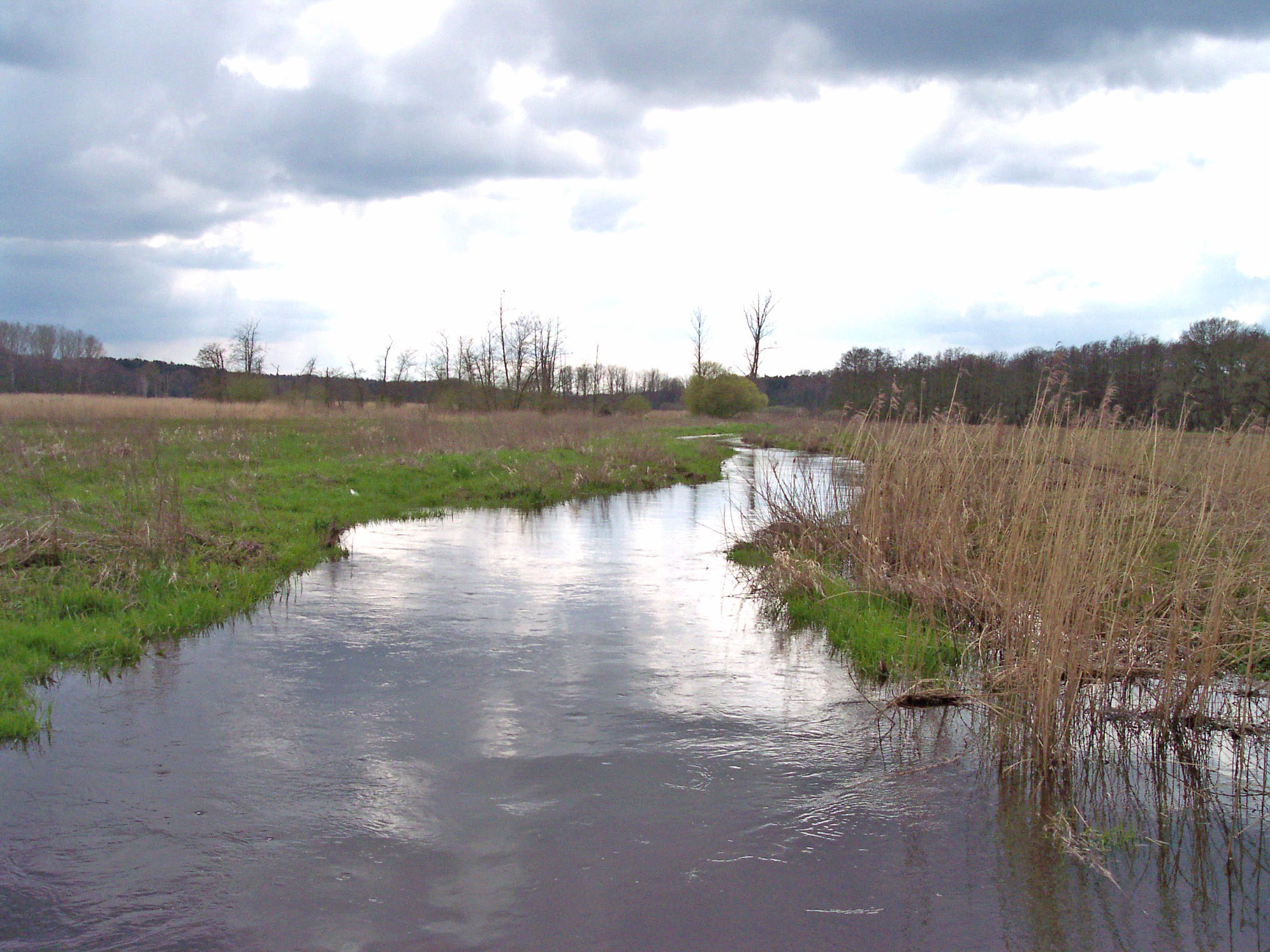
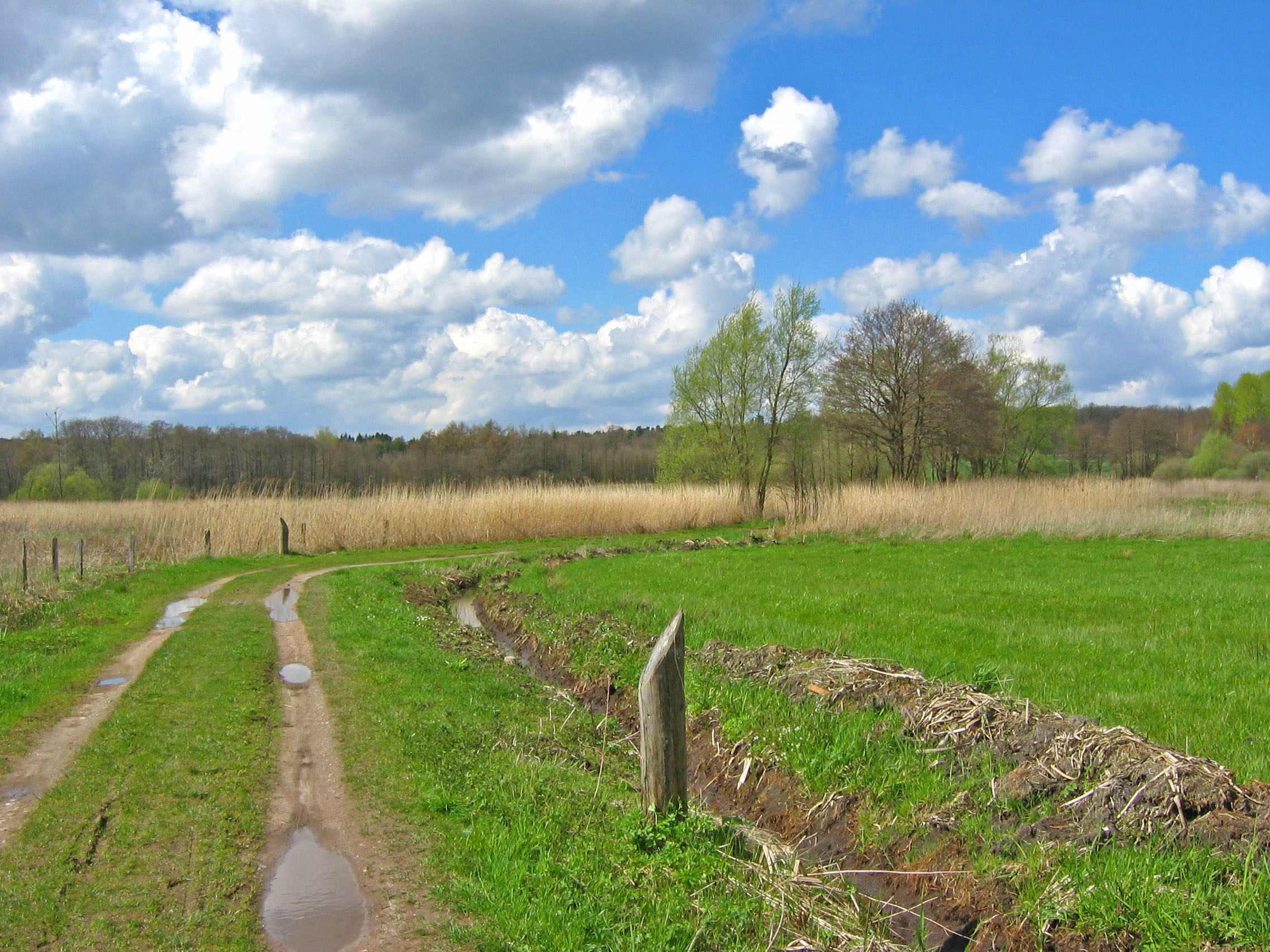
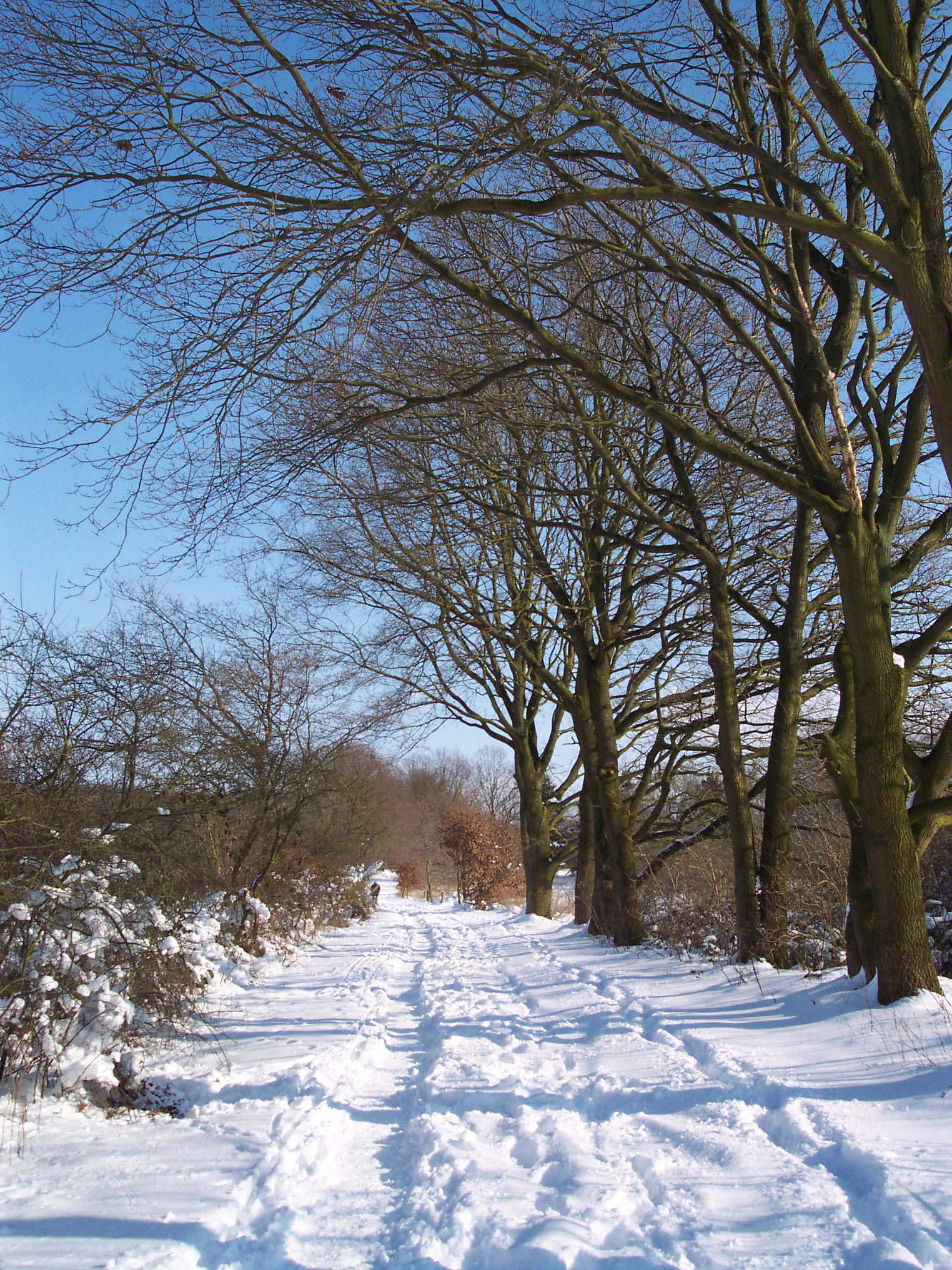
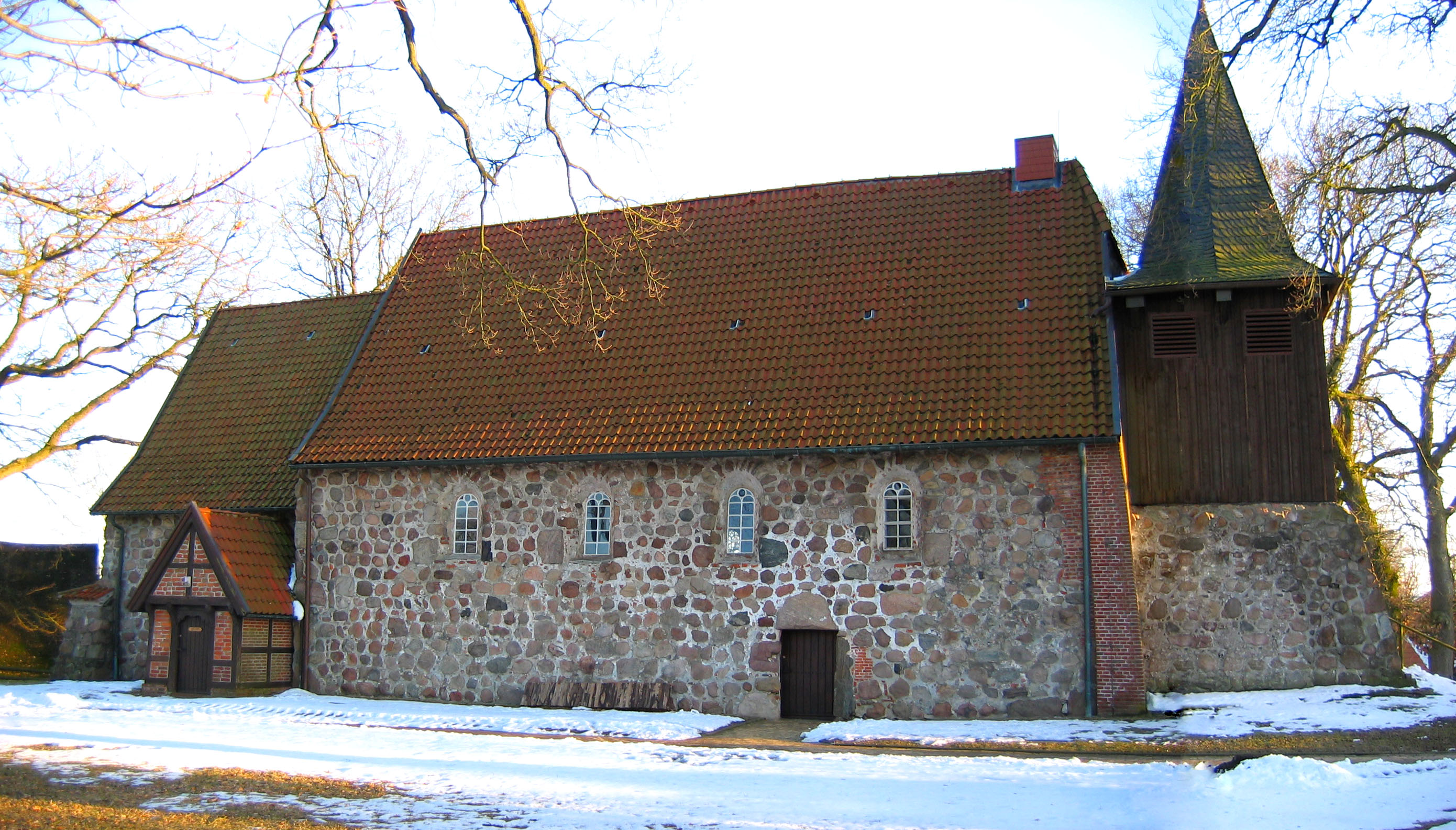
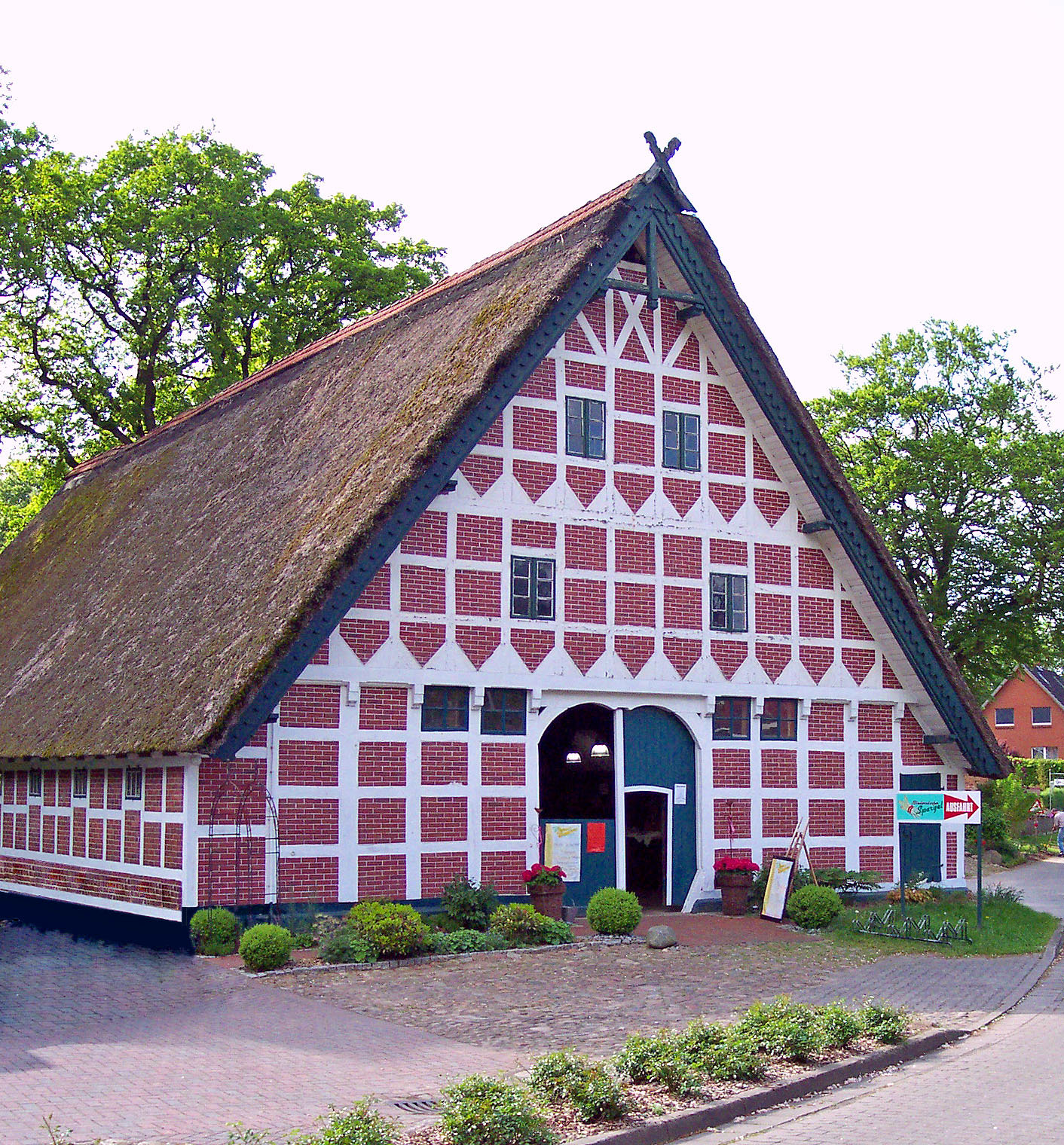
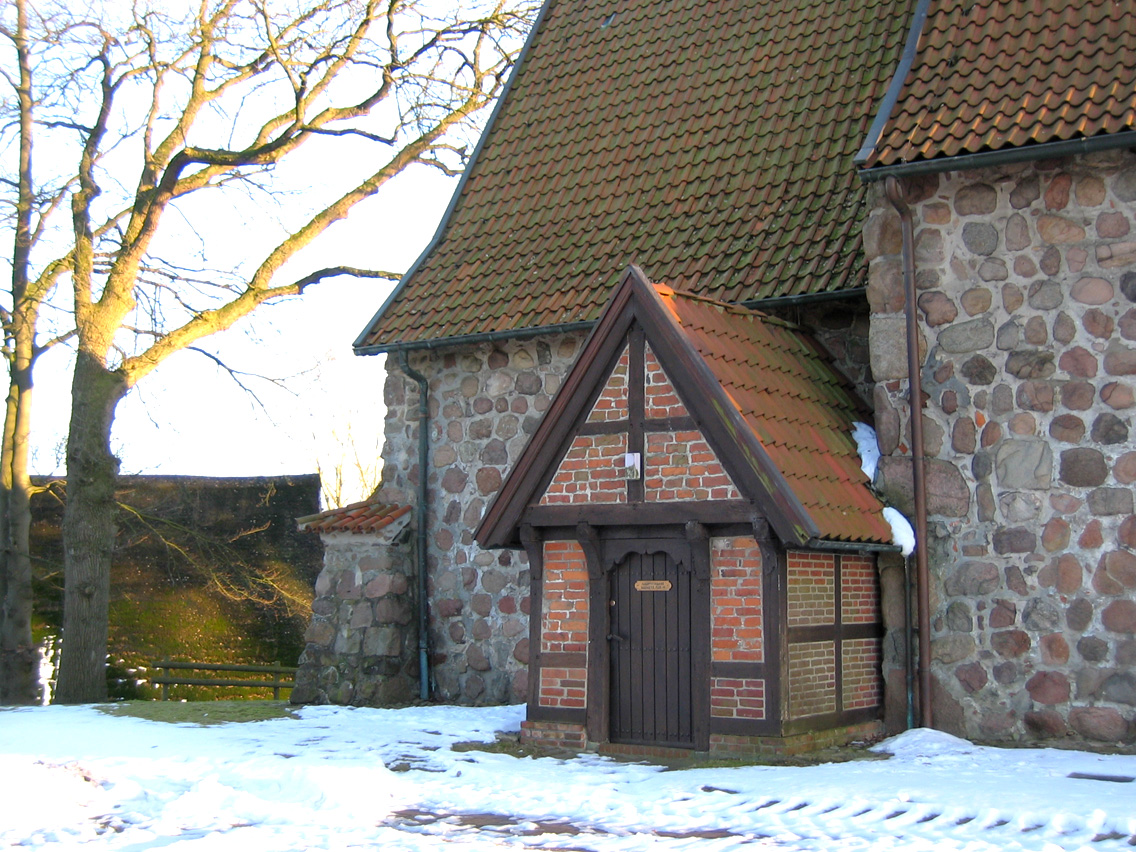
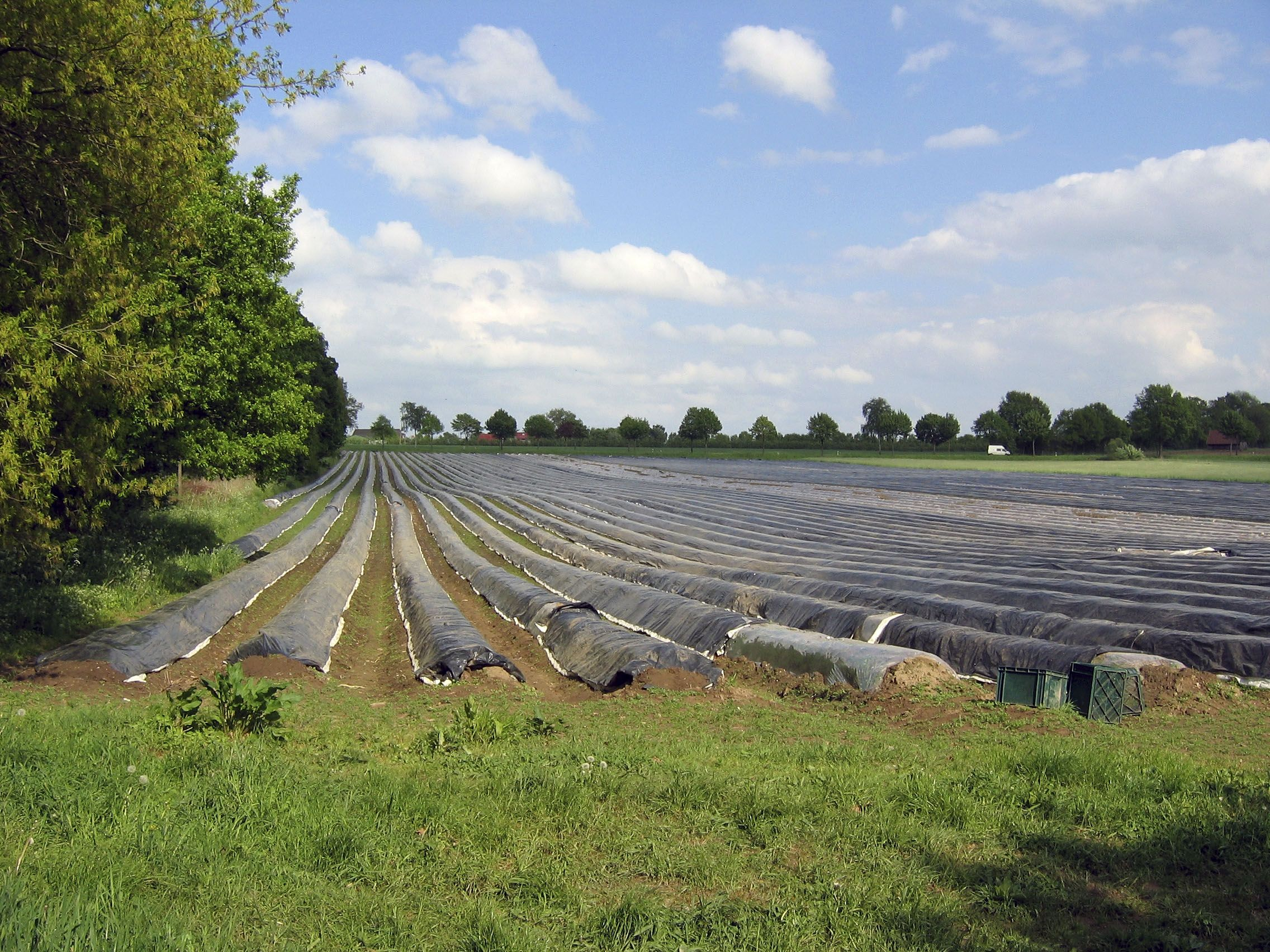
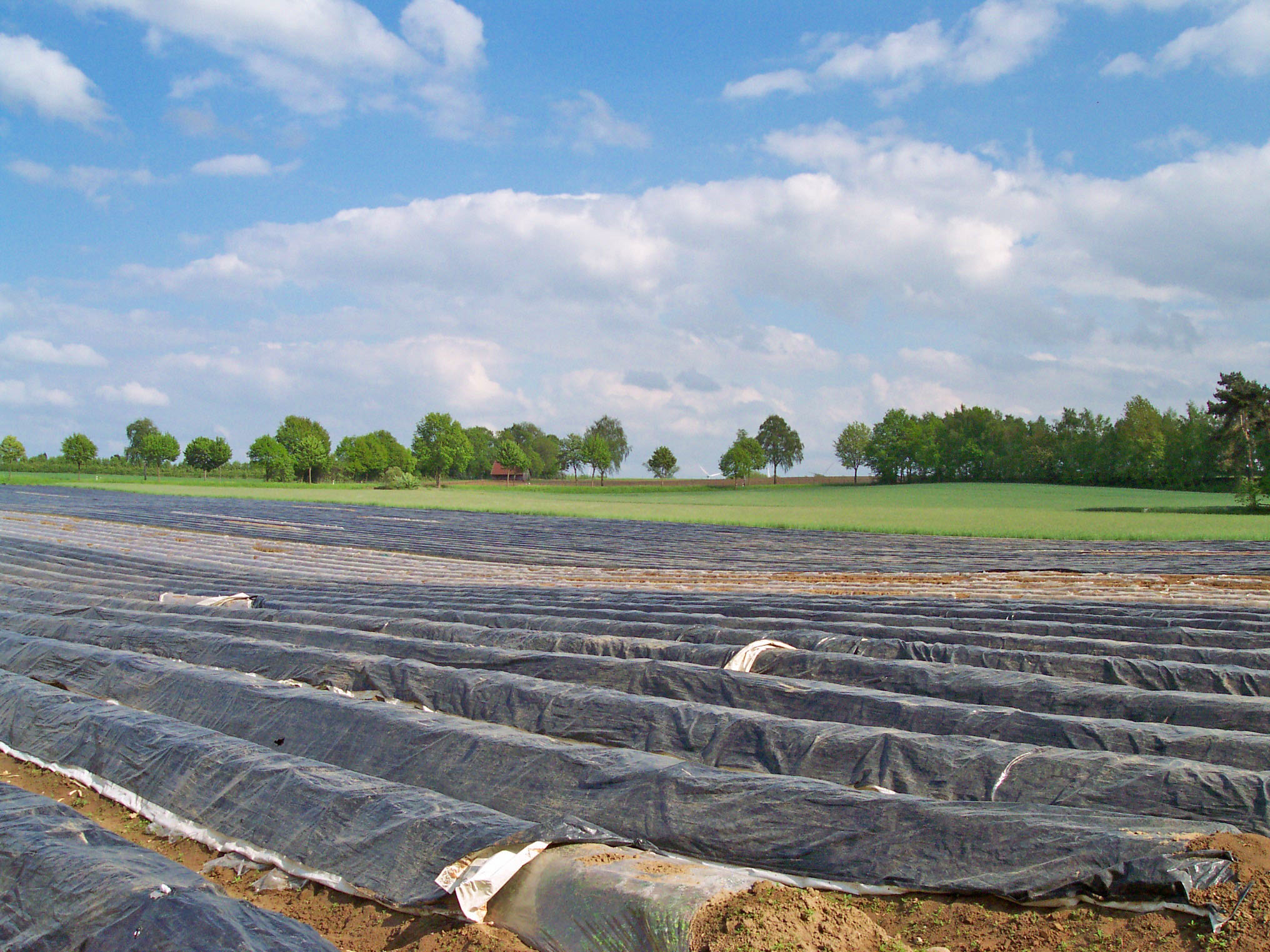